# Franz Annen
Franz Annen (* 16. März 1942 in Schwyz; † 13. November 2018 in Ibach) war ein Schweizer Geistlicher und römisch-katholischer Theologe.

## Leben
Franz Annen studierte während des Zweiten Vatikanischen Konzils Philosophie (1961 bis 1964) und römisch-katholische Theologie (1964 bis 1968) an der Päpstlichen Universität Gregoriana (PUG) in Rom. Am 10. Oktober 1967 empfing Annen in Rom die Priesterweihe für das Bistum Chur. Nach einem Studium der Bibelwissenschaften am Päpstlichen Bibelinstitut in Rom wurde er 1974 zum Dr. theol. promoviert.
Er war zunächst ab 1974 als Assistenzprofessor und von 1977 bis 2010 Ordentlicher Professor für Neutestamentliche Exegese und biblische Einleitung an der Theologischen Hochschule Chur (THC). Von 1980 bis 1991 war Annen zudem Regens des Priesterseminars St. Luzi in Chur. Von 1999 bis 2007 war er Rektor der Theologischen Hochschule Chur THC und musste sich mit der drohenden Schliessung des Priesterseminars beschäftigen wie auch 2003 mit der Gründung eines Pastoralinstituts. 2006 erreichte Annen die Anerkennung der Theologischen Hochschule Chur THC als private universitäre Institution. 2010 wurde er aus gesundheitlichen Gründen emeritiert.
Annen wurde 2011 vom erweiterten Residenzialkapitel in Nachfolge des verstorbenen Anton Kälin zum Domherren (sogenannter Standesdomherr) des Kantons Schwyz ernannt und gehörte damit als nichtresidierender Domherr dem Churer Domkapitel an. Er war Unterzeichner des Memorandums Kirche 2011: Ein notwendiger Aufbruch
Franz Annen lebte zuletzt im Alterszentrum Rubiswil in Ibach, wo er auch verstarb. Er war Bruder von Josef Annen, Regionaler Generalvikar für die Kantone Zürich und Glarus.

## Schriften (Auswahl)
- Heil für die Heiden. Zur Bedeutung und Geschichte der Tradition vom besessenen Gerasener (Mk 5,1-20 parr.) (Frankfurter theologische Studien. Bd. 20). J. Knecht, Frankfurt 1976, ISBN 3-7820-0351-9.
- mit Hans Halter (Hrsg.), Was ist das Böse?. Benzinger, Zürich 1988.
- mit Hans Halter (Hrsg.), Neue ökumenische Eiszeit?. Benzinger, Zürich 1989.
- mit Joachim Müller (Hrsg.), Dämonen unter uns?. Paulusverlag, Freiburg 1997.
- (Hrsg.), Gottesbilder. Herausforderungen und Geheimnis. Universitätsverlag, Freiburg im Üechtland 2000, ISBN 3-7278-1310-5.
- (Hrsg.), Salz der Erde. Die Kraft des Evangeliums in unserer Zeit (= Forum Pastoral. Bd. 1). NZN, Zürich 2003, ISBN 3-85827-144-6.
- mit Béatrice Acklin Zimmermann (Hrsg.), Versöhnt durch den Opfertod Christi?. TVZ, Zürich 2009.